# Acanthophis antarcticus
Acanthophis antarcticus je najbolj razširjena avstralska strupenjača iz družine strupenih gožev.

## Opis
Ta strupenjača zraste med 80 in 90 cm in velja za eno najbolj strupenih kač  avstralske celine. Ta vrsta ima ploščato trikotno glavo v kateri sta dva dolga strupnika. Običajno so odrasle živali svetlo rjave barve s temnejšimi rjavo-črnimi vzdolžnimi progami. Prehranjujejo se z manjšimi sesalci in pticami, na katere čakajo nepremično in pri tem izkoriščajo naravno kamuflažo. Pogosto se tudi pokrijejo z listjem in travo, zaradi česar je število ugrizov človeka dokaj veliko. Med čakanjem na plen kača potresa rumenkasto konico repa, ki spominja na ličinko.

## Razširjenost
Acanthophis antarcticus se zadržuje v gozdovih in travnikih vzhodnega obalnega dela Avstralije. Najti jo je mogoče tudi v Novi Gvineji in Moluških otokih. 
Pripadniki te vrste kotijo žive mladiče. Samica konec poletja skoti od 10 do 20 mladih kač, redkeje celo do 30.